# 寫研
株式會社寫研（日语：／ Shaken */?），是位於日本東京都豐島區南大塚的字體研究和排印機構，其前身是1926年成立的寫真植字機研究所。1972年改為現稱。主營寫真植字機及其排版設備的製造，字體的開發和製作，並發售其週邊產品。

## 代表製品
- 石井明朝體
- 石井黑體
- 娜爾
- 哥娜
- 本蘭明朝
- 創舉蘭
- 斯波
- 秀英明朝
- 紅蘭楷書體
- 曽蘭隸書